# Radegundis

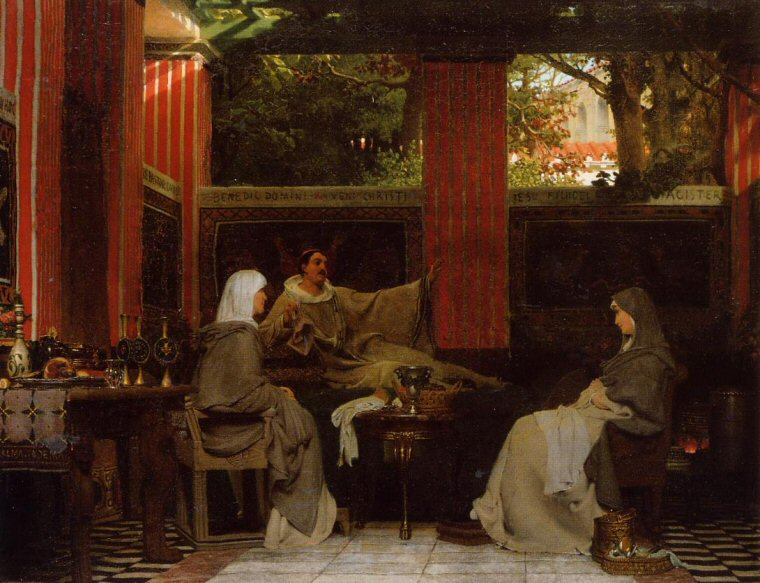
Venantius Fortunatus leest zijn gedichten voor aan Radegundis. Lawrence Alma-Tadema (1862).

Radegundis (circa 520 - 13 augustus 587) was koningin der Franken. Ze was de dochter van koning Berthachar die samen met zijn broers Baderik en Hermanfried over het koninkrijk Thüringen heerste. De broers betwistten elkaars macht en Hermanfried doodde Berthachar. Diens bezittingen gingen over naar Hermanfried die zich ook ontfermde over de twee kinderen, Radegundis en haar broer, die Berthachar achterliet.
Bij zijn poging om ook het deel van Baderik te veroveren zocht hij steun bij koning Theuderic, die heerste ten oosten van het Thüringse koninkrijk. Hermanfried beloofde Theuderic de helft van het grondbezit van Baderik, als deze verslagen zou worden.
Baderik werd verslagen en gedood, waarna Hermanfried vergat om zijn belofte aan Theuderic na te komen. Theuderic nam wraak, daarbij geholpen door zijn jongste broer Chlotarius I, koning der Franken, en Hermanfried sloeg op de vlucht.
Chlotarius nam de twee kinderen over wie Hermanfried zich ontfermd had, gevangen: Radegundis was toen 10 jaar oud. Beide kinderen werden christelijk opgevoed. De leermeesters van Radegundis merkten dat ze een grote interesse vertoonde voor Latijn en Grieks.
Op haar zeventiende nam haar leven een plotselinge wending: Chlotarius wilde met haar trouwen. Zij wilde echter niets met de moordenaar van haar familie te maken hebben en besloot te vluchten. Dat mislukte, en Radegundis onderwierp zich aan de wil van de koning. Het huwelijk werd in 538 in Soissons gesloten.

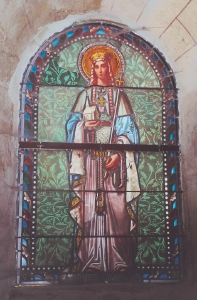
Radegundis afgebeeld op een glas-in-loodraam in de kerk van Notre-Dame-de-Morthemer in Poitiers.

. Door haar plichten strikt te vervullen bleef ze een christelijk leven leiden; ze bad veel en deed aan liefdadigheid.

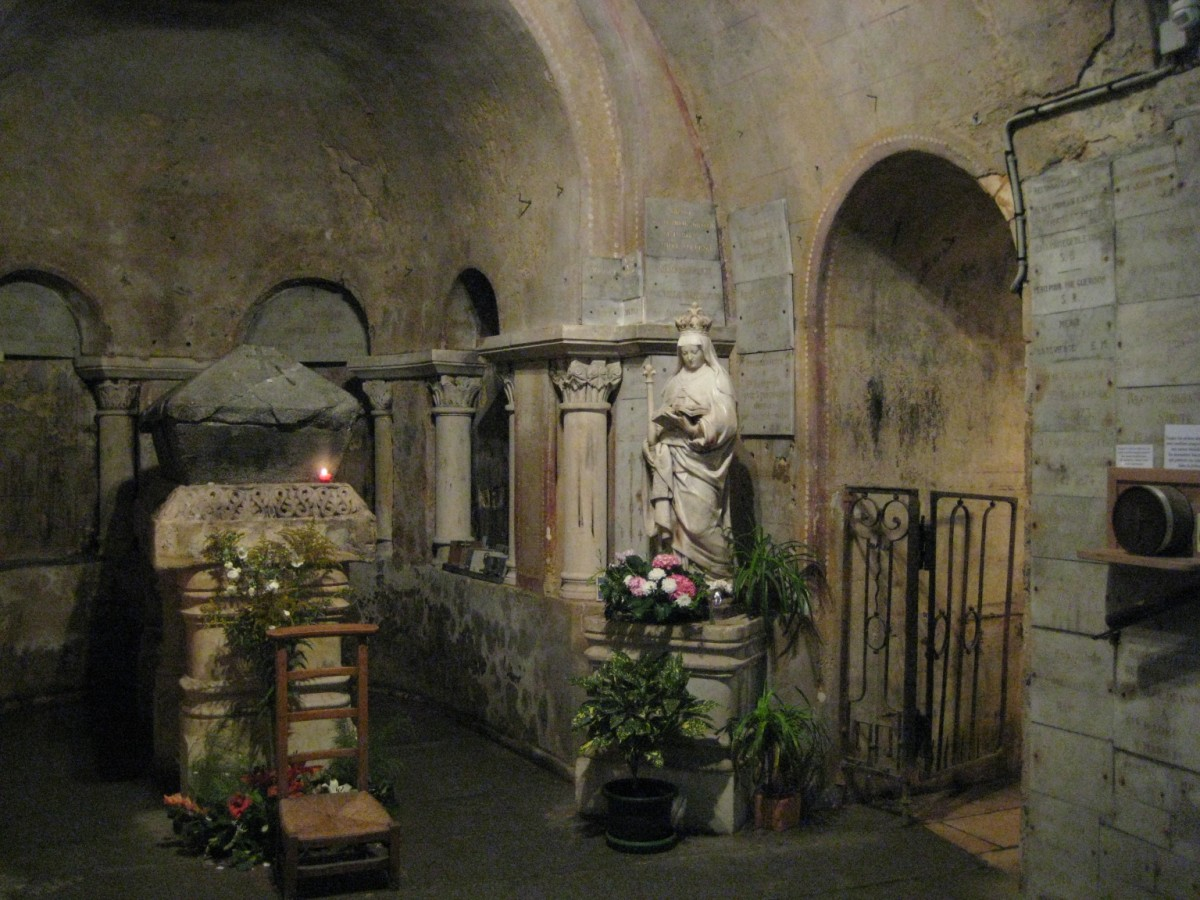
Het graf van Radegundis in Poitiers

Opnieuw nam haar leven een dramatische wending, toen Chlotarius de broer van Radegundis liet vermoorden, vermoedelijk omdat hij in hem een gevaar zag voor zijn aanspraak op de troon van Thüringen. Radegundis besloot zich in een klooster terug te trekken. Hiertoe werd ze in staat gesteld door Medardus, bisschop van Noyon. Ze zou ook de spirituele leiding over de kluizenaar Johannes van Chinon op zich nemen.
Haar vermogen stelde ze ter beschikking aan de armen en ze wijdde zich aan de verzorging van de zieken, vooral van de lepralijders. Ze stichtte het klooster van het Heilige Kruis in Poitiers, maar weigerde daar abdis te worden. Ze stierf in 587.
Wanneer ze werd heilig verklaard, is onbekend, maar ze werd een tamelijk populaire heilige in Frankrijk. Ze is de patrones van de vrouwelijke koks.
Haar leven werd opgetekend door Venantius Fortunatus, een dichter uit de 6e eeuw en bisschop van Poitiers, en ook Radegundis' kapelaan. Er zijn overigens verschillende verhalen in omloop. Zo zou ze al op haar 12e gedwongen zijn om met Chlotarius te trouwen. Anderen geven stelselmatige mishandeling als reden voor haar vlucht. Er is ook een versie waarbij ze gedwongen werd met Chlotarius te trouwen, maar omdat ze niets met de moordenaar van haar oom te maken wilde hebben, werd ze opgesloten in een klooster.
Ze zou de leerlinge geweest zijn van Johannes, een kluizenaar uit Chinon.
De Sint-Radegundiskerk van Merendree en van Louvignies zijn de enige twee kerken in België die aan haar zijn toegewijd.